# Daniela Marchisio
Daniela Marchisio (Torino, 5 gennaio 1999) è una copilota di rally italiana.

## Carriera
Debutta nelle competizioni automobilistiche con l'Ecomotori Racing Team, a soli 19 anni, navigando il pluricampione di specialità Nicola Ventura a bordo di una Renault Zoe. Nella gara di esordio, il 1° E-MROC Carrara centra la prima vittoria e si conferma nel successivo 1° Green Endurance Torino che le vale anche la conquista del titolo di Campionessa Italiana Navigatori Green Endurance 2018.
Nella stagione 2019 conferma il suo ruolo accanto a Nicola Ventura per l'Ecomotori Racing Team che in questo campionato schiera una 500 Abarth alimentata a biometano. La coppia si impone in tutte e tre le gare previste per il campionato (Como, Ecodolomites, Este) confermando il titolo di Campionessa Italiana Navigatori Green Endurance anche nel 2019.

## Risultati nel Campionato Italiano Green Endurance
| Stagione | Auto                 | Pilota         | Gare | Vitt. | Podi | Punti | Class. |
| -------- | -------------------- | -------------- | ---- | ----- | ---- | ----- | ------ |
| 2018     | Renault Zoe          | Nicola Ventura | 2    | 2     | 2    | 60    | 1º     |
| 2019     | Abarth 500 BioMetano | Nicola Ventura | 3    | 3     | 3    | 75    | 1º     |
| Totale   | Totale               | Totale         | 5    | 5     | 5    | 135   | -      |

## Palmarès
Campionati Italiani
- 2018 (Assoluto) Green Endurance - Campionato Italiano Energy Saving su Renault Zoe elettrica
- 2019 (Assoluto) Green Endurance - Campionato Italiano Energy Saving su Abarth 500 a biometano